# Berriane
Berriane è un comune dell'Algeria, situato nella provincia di Ghardaïa.